# Camarote (canção)
"Camarote" é uma canção do cantor brasileiro Wesley Safadão. Foi lançada oficialmente pela iTunes Store no dia 2 de fevereiro de 2015 como segundo single do álbum Ao Vivo em Brasília.

## Videoclipe
O videoclipe da música foi lançado pelo canal oficial do cantor no YouTube no dia 19 de janeiro de 2015, e tem a produção da Imaginar Filmes e participação de Kaio Oliveira, do canal Xafurdaria. Foi gravado na boate Pink Elephant, em Fortaleza, no dia 13 de janeiro. O videoclipe foi o 10º no ranking dos vídeos mais vistos no YouTube Brasil em 2015, com mais de 47,5 milhões de visualizações. Em 21 de dezembro de 2016, o videoclipe da canção ultrapassou a marca de 150 milhões de visualizações no YouTube.

## Lista de faixas
| Download digital |            |         |  |
| N.º              | Título     | Duração |  |
| 1.               | "Camarote" | 3:03    |  |

## Desempenho comercial
No evento Garota White, Wesley revelou que "Camarote" levou apenas 20 dias para virar sucesso. "Foi a música mais rápida que estourou que eu já cantei. A gente está muito feliz com o sucesso da música”, disse o cantor. Questionado se ela é a música do Carnaval, Safadão respondeu: “É a minha pretendente. Do verão, do Carnaval. Tudo a gente vai junto com ela, firme e forte", concluiu.
"Camarote" atingiu rapidamente as primeiras posições entre as mais pedidas das principais emissoras de rádio das regiões Norte e Nordeste – e, além disso, o clipe da música atingiu 1 milhão de acessos em menos de 24 horas.
A música também foi sucesso na parada de singles digitais do iTunes, atingindo em 6 de fevereiro de 2016, a posição de número cinco, seu pico até a data. No total, permaneceu mais de 600 dias entre as cem músicas mais compradas.

## Desempenho nas tabelas musicais
| Tabela musical (2015-2016)                                    | Melhor posição |
| ------------------------------------------------------------- | -------------- |
| Brasil - Billboard Brasil Hot 100 Airplay                     | 31             |
| Brasil - Billboard Brasil Regional Grande São Paulo Hot Songs | 2              |
| Brasil - Billboard Brasil Regional Fortaleza Hot Songs        | 5              |